# Свети синод Краљевине Црне Горе
Свети синод Краљевине Црне Горе је био највише црквено-управно тијело у Књажевини, односно Краљевини Црној Гори. Управљао је свим пословима који су се тицали Православне цркве у Црној Гори. Основан је почетком 1904. године, као Духовни савјет, а потом је преименован доношењем Устава Светога синода у Књажевини Црној Гори. На челу овог тијела се од оснивања налазио тадашњи цетињски митрополит Митрофан Бан. Због кашњења у избору другог епархијског архијереја (захумско-рашког епископа Кирила Митровића), Свети синод је са радом започео тек у пролеће 1908. године, а 16. (29.) децембра 1918. године је донио историјску одлуку о уједињењу Православне цркве у Црној Гори са Православном црквом у Србији.

## Оснивање Духовног савјета
На предлог митрополита Митрофана Бана, књаз Никола I Петровић је 1. јануара 1904. године, након савјетовања у Државном савјету Књажевине Црне Горе, издао Закон о уређењу Духовног савјета. Истога дана, црногорски књаз је издао и посебан указ којим су за чланове Духовног савјета именовани: митрополит Митрофан Бан, острошки архимандрит Петроније Рајичевић, морачки архимандрит Михаило Дожић, пивски игуман Прокопије Врачар, цетињски протођакон Филип Радичевић, васојевићки протопрезвитер Аксентије Бојовић и кучки протопрезвитер Павле Петровић. Поменути књажевски акти, који су се односили на проглашење Закона о уређењу Духовног савјета и именовање чланова тог тијела, објављени су у службеном листу "Глас Црногорца" од 1. јануара 1904. године. У истом броју поменутог гласила је на трећој страници, под насловом Духовни Савјет и Конзисторија, био објављен и службени уреднички коментар, који је у целини гласио:
Његово Краљевско Височанство, наш Узвишени Господар, благоволио је потписати законе о уређењу Духовног Савјета и Конзисторије у Црној Гори, као што се то види из односних указа, који су донесени на челу данашњега листа. Ове законе - по жељи нашег Митрополита госп. Митрофана - написао је Његово Преосвештенство, доктор богословља, Никодим Милаш, православни Епископ Далматински. Пошто се Г. Епископ Милаш данас рачуна међу најбоље канонисте, што их православна црква има, то смо увјерени, да ће и ови закони у потпуноме смислу одговорити свијема савременим потребама св. православне цркве у Црној Гори. Ми искрено и са особитом радошћу поздрављамо овај напредак свете наше цркве и нашег свештенства.
Ове службене вијести о установљењу Духовног савјета у Црној Гори пренела су почетком 1904. године и друга гласила. Међутим, недуго потом је дошло до извјесних промјена, које су се односиле на званични назив, састав и природу поменутог тијела.

## Од савјета до синода
Недуго након објављивања јануарских одлука о оснивању и саставу Духовног савјета, дошло је до значајних промјена. Првобитни назив, под којим је ово тијело било основано, накнадно је промјењен у Свети синод и под тим називом је потом објављен Устав Светогa синода у Књажевини Црној Гори, који је штампан током исте 1904. године, али је на крају самог текста антидатиран под наводним 30. децембром 1903. године. Међутим, то је била само једна у низу необичности које су се односиле на поменути акт. Наиме, поједине одредбе овог Устава одступале су од званично објављених јануарских одлука, што се првенствено односило на састав тог тијела. Према јануарском указу, за чланове Духовног савјета су између осталих именовани и тадашњи предстојатељи морачког и пивског манастира, али у накнадно објављеном Уставу није било ни помена о њиховом чланству у Светом синоду. Ове и друге разлике и несагласности између службених података из Гласа Црногорца од 1. јануара 1904. године и накнадно штампаног, али антидатираног Устава Светога синода, представљале су јасно свједочанство о напуштању првобитних замисли о оснивању редовног Духовног савјета зарад стварања Светог синода као значајно дугачијег тијела.
Сличне накнадне промјене су средином 1904. године извршене и приликом објављивања посебног Устава православних консисторија у Књажевини Црној Гори, који се по разним основама разликовао од јануарског Закона о уређењу Православне Консисторије. Према указу о проглашењу овог закона од 1. јануара 1904. године, у Црној Гори је основана јединствена конзисторија. Међутим, у тексту накнадно објављеног конзисторијалног Устава, који је средином 1904. године такође штампан под антидатираниом временском одредницом, односно под наводним 1. јануаром 1904. године, стајало је да се Црној Гори оснивају две посебне епархијске конзисторије. Ова кључна разлика је додатно сведочила да је током прве половине 1904. године дошло до значајног одступања од првобитних јануарских закона и указа.
Најзначајнију новину у односу на јануарске одлуке представљало је преименовање првобитних закона у накнадне уставе, као и преименовање Духовног савјета у Свети синод. По канонском праву, појам синода се могао односити само на тијело састављено од скупине архијереја, али у вријеме објавивања антидатираног Устава Светога синода у Црној Гори је постојао само један архијереј - митрополит Митрофан Бан, који је у исто вријеме администрирао и упражњеном Захумско-рашком епархијом. Иако је Устав предвиђао да ће будући захумско-рашки епископ такође бити члан Светог синода, то није било довољно за стварање пуноправног синода, пошто је канонско право прописивало да такво тијело мора имати најмање тројицу архијереја у своме саставу. Црна Гора је у то вријеме имала само двије епархије, што значи да нису постојали ни основни канонски предуслови за стварање пуноправног синода. Због тих и других потешкоћа, крњи Свети синод је почео да заседа тек у пролеће 1908. године, након именовања Кирила Митровића за захумско-рашког епископа, а трећи архијереј је прибављен тек 1913. године, када се у састав овог тијела укључио Гаврило Дожић, који је указом краља Николе постављен за пећког епископа. Иако је рад на оснивању Светог синода започео 1904. године, ово тијело је основне канонске предуслове за рад стекло тек 1913. године.

## Трећи назив: Архијерејски сабор
Током 1905. године, на раније поменута питања надовезало се још једно слично питање, које је отворено доношењем државног Устава Књажевине Црне Горе. У члановима 135. и 137. који су се односили на поједина црквена питања, поменути су инострани сабори и синоди, као две врсте црквених тијела, али у читавом тексту устава није било ни помена о недавно створеном Светом Синоду у самој Црној Гори, већ је уместо тог тијела у члановима 129. и 131. дословно поменут некакав "Архијерејски Сабор". Поврх тога, у члану 129. је била поменута само једна епархија - Митрополија црногорска, док о другој епархији у Црној Гори (Захумско-рашка епархија) у читавом тексту устава није било ни спомјена, што је дошло до посебног изражаја у члану 45. који је предвиђао да ће црногорски митрополит по положају бити члан Народне скупштине, док таква могућност није ни поменута за поглавара друге епархије, која је у то вријеме била упражњена, што значи да је и о том питању приликом доношења устава био начињен некакав изузетак или превид.
Поменути примјери свједоче да је у року од непуне двије године (1904-1905) исто црквено тијело у три кључна и званична акта било именовано на три  потпуно другачија начина: према првобитном закону назив је гласио "Духовни савјет", потом је у црквеном уставу уведен назив "Свети синод", а затим је у државном уставу уведен назив "Архијерејски сабор". Ове недоследности на сликовит начин свједоче о непостојању јасних смјерница за уређење постојаног и на канонима заснованог црквеног поретка у Црној Гори.

## Састав
Свети синод су састављали: архиепископ цетињски и митрополит Црне Горе, епископ захумско-рашки, архимандрит цетињски, архимандрит острошки, три протопрезвитера и синодски секретар. Предсједник је био митрополит црногорски, брдски и приморски, а ако је био спријечен заступао га је епископ захумско-рашки.
Прва четири синодска члана су били чланови по праву, а три протопрезвитера чланови по избору (са трогодишњом службом). Њих су за први пут бирали синодски чланови по праву, а касније сви синодски чланови. Дужност секретара у Светом синоду је вршио секретар Цетињске консисторије.
Свети синод се састајао у престоници редовно два пута у години, у прољеће и у јесен. Могао се састајати у престоници и ванредно у свако доба године, кад се истакне потреба. У оба случаја, морала је бити извијештена државна власт о сваком синодском састанку. Вријеме и дан синодског састанка је одређивао митрополит, а кад њега нема, његов замјеник.
На ванредној сједници Светог синода Православне цркве у Црној Гори од 16. децембра 1918. једногласно је донесена одлука „да се независна Српско-Православна Св. Црква у Црној Гори уједини с аутокефалном Православном Црквом у Краљевини Србији”. Синодски чланови су били: митрополит Црне Горе Митрофан Бан, митрополит пећки др Гаврило Дожић, епископ никшићки Кирило Митровић и синодски секретар ђакон Иво Калуђеровић.

## Дјелокруг
Дјелокруг Светог синода простирао се, у смислу 6. канона Седмог васељенског сабора, на сва каноничка и еванђелска дјела која су се тицала Митрополије. Искључено је било само оно што је спадало у личну надлежност митрополита.
Послови Светог синода су се дијелили на унутрашње, строго државне и чисто црквене, и спољашње, такође црквене али који су у додиру са државном влашћу. Једни унутрашњи послови су били управног (административног) карактера, а други судског. Све одлуке и пресуде Светог синода о унутрашњим пословима по себи су биле извршне. Њих су извршавале, по наредби митрополита, надлежне црквене и грађанске власти. Одлуке Светог синода о спољашњим пословима, да би постале извршне и за сваког обавезне, морале су имати врховно књажевско одобрење.
Свети синод је могао доносити пуноважне одлуке кад су били присутни у сједници предсједник и бар још три члана, од којих два члана по праву и један по избору. Синодски чланови по избору су имали савјетујући глас. Епископ захумско-рашки и архимандрити цетињски и острошки су имали одлучујући глас, а митрополит још и потврђујући глас. Никаква синодска одлука није могла бити пуноважна ако није својим гласом пристао на њу митрополит или митрополитов замјеник.

### Унутрашњи послови
Унутрашњи послови Светог синода управног карактера:
- врховни надзор и старање о томе да се у пуној строгости чувају примљени Православном црквом догмати вјере и да се ти догмати вјерно и правилно тумаче у смислу учења Православне цркве;
- надзирање да ли се свугдје по каноничким одредбама врше свете тајне и остали богослужбени чини и издавање наредаба у погледу општег и посебног богопоштовања у смислу основних богослужбених установа Православне цркве;
- надзирање и старање да се у строгости чувају свети апостолски, саборни и отачаски канони, свештена предања и обичаји који су освећени васељенском црквом и да се не би од тога у чему одступало или ново шта „увађало“;
- одобравање штампања књига одређених за општу употребу;
- надзирање садржаја књига, часописа и слика које су штампане у Књажевини или у иностранству и донесене у Књажевину, а тичу се вјере и намијењене су на употребу младежи или свештенства;
- просуђивање о томе кад се открију светитељске мошти или чудотворне иконе и рјешење какво се поштовање има одавати тим моштима или иконама;
- надзирање да се свете цркве, манастири, гробља и уопште освештане зграде достојну поштују и да се сачувају од сваке профанације, а тако исто да не буду профанацији изложени свети крстови, свете мошти, свете иконе и сви они освештани предмети који су намијењени богослужењу;
- надзирање и старање о хришћанском моралу у народу и издавање окружних синодских посланица са поуком о строгом чувању и испуњавању вјерских и црквених дужности према каноничким прописима Православне цркве;
- надзирање о томе да не би који иновјерац наносио „вриједа“ Православној цркви и поткопавао основе православне вјере средством усменог или писменог иновјерног учења, или иначе ма којом било врстом прозелитизма;
- издавање наредаба за уздржавање опште духовне дисциплине међу клиром, а посебно у погледу спреме кандидата за свештенички чин, у погледу вршења од стране свештенства свештеничког позива у служби учитеља вјере и морала, стројитеља светих тајни и руковођача народа у религиозно-моралном животу;
- издавање правила по којима се морају калуђери да владају, какву спрему морају да имају прије него што ће ступити у чин и уопште правила о манастирском животу;
- издавање правила по којима имају епархијске консисторије да управљају епархијским пословима, и то у смислу позитивних црквених и државних прописа;
- претресање питања по православном црквеном праву која се у Митрополији истакну и изравњање спорова који су се случајно кроз то истакли;
- слушање извјештаја које подносе Светом синоду епархијске консисторије о свом раду кроз дотичну годину;
- испитивање лица које је изабрано за архијереја да ли је достојно епископске хиротоније и издавање томе лицу односне синодске грамате.

### Спољашњи послови
Спољашњи послови Светог синода:
- одређење обласних граница сваке епархије;
- оснивање нових или укидање старих манастира;
- ванредни црквени празници, особито кад се има то светковати у „работне дане“ или ван храма;
- питања о учевним заводима за свештенство и о добротворним јавним заводима;
- дозвола за купљење у народу прилога за градњу које нове цркве, манастира или добротворног црквеног завода, или за помагање какве задруге са црквено-просвјетним карактером;
- бирање три свештена лица која ће се предложити књазу да једнога од њих именује на викантну архијерејску столицу у Књажевини;
- бирање архимандрита Цетињског манастира и архимандрита Острошког манастира;
- рјешење о томе, када се истакне неопходност ставити у пензију митрополита или епископа;
- расправљање питања о случајном неспоразуму између грађанске власти и црквене власти у погледу права Православне цркве и јерархије и у погледу имунитета светих мјеста и личног имунитета свештених лица.

## Судска власт
Унутрашњи послови Светог синода судског карактера:
- у питањима строго црквеним имао је врховну јурисдикцију над свим свештенством Митрополије без разлике чина;
- као врховна судска власт, у споровима чисто црквеним и у дисциплинарним стварима свештеничких лица, дјеловао је као суд или прве или друге инстанце;
- ревидирао, потврђивао или преиначавао је пресуде које му је надлежна консисторија по службеној дужности подносила;
- издавао је рјешења кад се надлежна консисторија двоумила о казни која би се имала наложити дотичном свештеном лицу за учињену кривицу;
- давао је мишљење кад би се једно свештено лице, осуђено на свргнуће, обратило молбом књазу за помиловање;
- надзирао је да ли се извршавају законски прописи кад би неко свештено лице било оптужено за грађански преступ;
- надзирао је да ли се извршавају законски прописи кад би се једно свештено лице морало да „прикаже“ грађанском суду.

У унутрашње послове из надлежности Светог синода спадала су и брачна питања.